# Bandera de Ares
La Bandera de Ares (Bandeira Concello de Ares en gallego) es una competición anual de remo, concretamente de traineras, que se celebra en Ares (La Coruña) desde el año 2008, organizada por el Club de Remo Ares.

## Historia
Esta prueba se disputa en la Ría de Ares y ha formado parte de los calendarios de las Liga LGT y Liga ACT, dependiendo de en cual de dichas competiciones bogue la trainera de Ares, organizadora de la prueba, ya que tanto la Liga LGT como la Liga ACT exigen a los clubes que participan en dichas competiciones la organización de al menos una regata.
La regata de la temporada 2015 fue suspendida después de disputarse la primera tanda debido a las malas condiciones del mal, resultando ganadora la tripulación de Coruxo.
En la edición del año 2019, se produjo una polémica sobre la alineación de la tripulación del Club de Remo Ares que se resolvió con el acuerdo de la asamblea general extraordinaria de la Liga LGT por el se decidió que dicha regata no fuera puntuable para la edición de ese años.
La boya de salida y meta se sitúa frente al Puerto Deportivo de Ares, y las calles se dispusieron en sentido sur mar adentro. Las pruebas se realizan por el sistema de tandas por calles, a cuatro largos y tres ciabogas con un recorrido de 3 millas náuticas que equivalen a 5556 metros.

## Historial
| Edición | Año  | Ganador         | Segundo         | Tercero      |
| ------- | ---- | --------------- | --------------- | ------------ |
| I       | 2008 | Samertolameu    | Náutico de Vigo | Chapela      |
| II      | 2009 | Náutico de Vigo | Cabo de Cruz    | Amegrove     |
| III     | 2010 | Samertolameu    | Náutico de Vigo | Chapela      |
| IV      | 2011 | Amegrove        | Samertolameu    | Cabo de Cruz |
| V       | 2012 | Chapela         | Samertolameu    | Amegrove     |
| VI      | 2013 | Ares            | Cabo de Cruz B  | Puebla       |
| VII     | 2014 | Samertolameu    | Amegrove        | Ares         |
| VIII    | 2015 | Coruxo          | Perillo         | Vilaxoán     |
| IX      | 2016 | Ares            | Samertolameu    | Puebla       |
| X       | 2017 | Ciérvana        | Urdaibai        | Fuenterrabía |
| XI      | 2018 | Ares            | Samertolameu    | Mecos        |
| XII     | 2019 | Ares            | Mecos           | Samertolameu |
| XIII    | 2020 | Fuenterrabía    | Santurce        | Urdaibai     |
| XIV     | 2021 | Santurce        | Fuenterrabía    | Donostiarra  |
| XV      | 2022 | Urdaibai        | Fuenterrabía    | Orio         |

## Palmarés
| Victorias | Club            | Años                   |
| --------- | --------------- | ---------------------- |
| 4         | Ares            | 2013, 2016, 2018, 2019 |
| 3         | Samertolameu    | 2008, 2010, 2014       |
| 2         | Amegrove        | 2011                   |
| 1         | Náutico de Vigo | 2009                   |
| 1         | Chapela         | 2012                   |
| 1         | Ciérvana        | 2017                   |
| 1         | Fuenterrabía    | 2020                   |
| 1         | Santurce        | 2021                   |
| 1         | Urdaibai        | 2022                   |